# Палаццо Боргезе
Палаццо Боргезе (итал. Palazzo Borghese), также известное как «клавесин Боргезе» (итал. il cembalo Borghese), из-за своей необычной конфигурации, — дворец в Риме, главная резиденция семьи Боргезе. Значительная часть произведений искусства, представленных ныне в Галерее Боргезе, происходит из этого дворца. С 1922 года на первом этаже палаццо располагался Охотничий клуб. С 1947 года первый этаж дворца занимает Посольство Испании.

## История

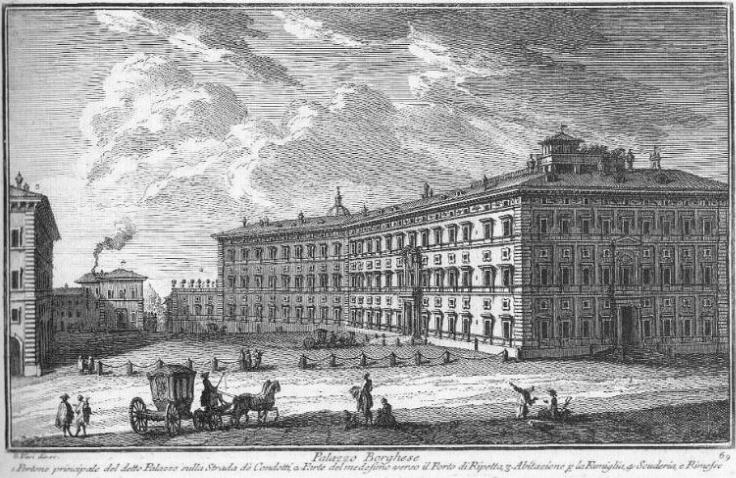
Джузеппе Вази. Палаццо Боргезе в Риме. 1754. Офорт

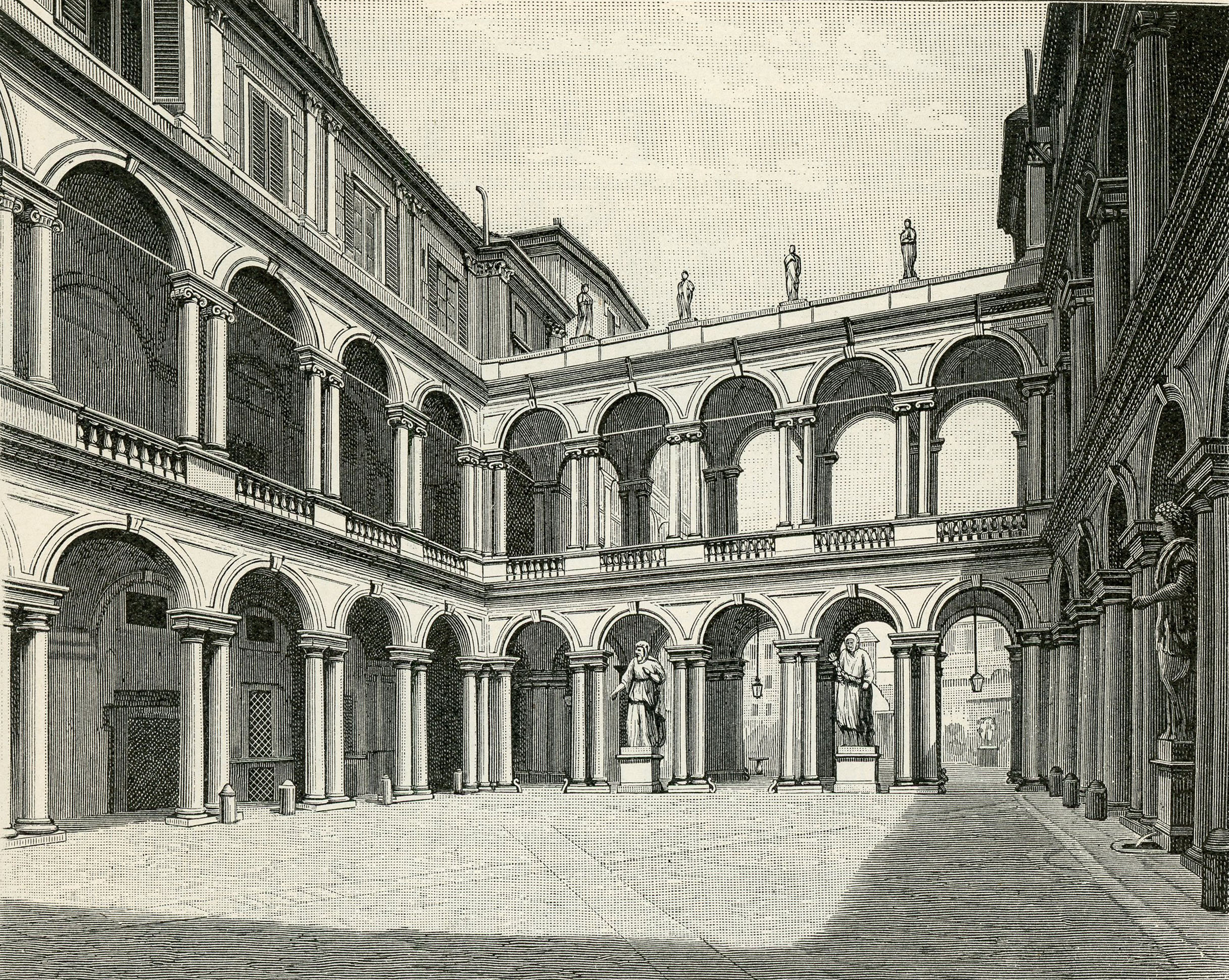
Двор палаццо. Ксилография 1894 г.

Строительство дворца было начато в 1561 году для монсеньора Томмазо Руссо дель Джильо по проекту архитектора Джакомо Бароцци да Виньола. Внутренний двор проектировал Мартино Лонги Старший.
После смерти заказчика в 1578 году, здание дворца было построено, но без крыши. Оно оставалось незавершённым до тех пор, пока наследники не договорились о его продаже в 1586 году испанскому кардиналу Педро де Деза Мануэлю, который в 1590 году поручил архитектору Мартино Лонги Старшему расширить дворец и устроить кровлю. После смерти Лонги в 1591 году, продолжить работы было поручены Фламинио Понцио, который получил заказ от кардинала Шипионе Боргезе от имени нового владельца, кардинала Камилло Боргезе (будущего папы Павла V), и работы продолжались до 1613 года. Строительство дворца было завершено архитекторами Карло Мадерно и Джованни Вазанцио, а после 1670 года дворец расширяли по проекту Карло Райнальди.
Внутренний двор, созданный Мартино Лонги Старшим, имеет дуговидную неправильную форму и считается достопримечательностью дворца, с его гранитными колоннами, фонтанами, статуями и «секретным садом» (giardino segreto). Главный вход во дворец расположен на площади Ларго делла Фонтанелла Боргезе, где расположены киоски, торгующие старинными гравюрами и другими небольшими антикварными изделиями. Западное крыло дворца выходит на Виа ди Рипетта, с видом на Тибр, и имеет двухэтажный фасад, который называют и «чембало», с небольшим балконом.
Бесценная коллекция картин дворца ранее занимала двенадцать больших залов на первом этаже. Среди прочих были: «Смещение» Рафаэля (Алтарь Бальони), «Охота Дианы» и «Кумейская сивилла» Доменикино, работы Караваджо и Доссо Досси, «Похищение Европы» Кавалера д’Арпино, «Мадонны» Франческо Франчии, Лоренцо ди Креди, Андреа дель Сарто, Лоренцо Лотто, Джулио Романо, «Даная» Корреджо, «Сказка Тициана». Воспитание любви, любви священной и земной, «Христос на кресте» Ван Дейка и низложение.
Среди произведений были: «Положение во гроб» Рафаэля, «Охота Дианы» и «Сивилла Кумская» Доменикино, картины Караваджо и Доссо Досси, «Похищение Европы» Джузеппе Чезари, Мадонны Франческо Франча, Лоренцо ди Креди, Андреа дель Сарто, Лоренцо Лотто, Джулио Романо, Даная Корреджо, произведения Тициана «Обучение любви» и «Любовь небесная и Любовь земная», Ван Дейка «Христос на кресте» и «Положение во гроб». Теперь эти произведения находятся в Галерее Боргезе в Риме, куда они были перенесены в 1891 году.
В третьем зале первого этажа находится фреска «Рождение Венеры», Гаэтано Лаписа, созданная между 1771 и 1772 годами. На вершине своей деятельности, Лапис, несмотря на принадлежность к предыдущему поколению, входил в большую группу художников, отобранных кардиналом Шипионе Боргезе и его братом принцем Маркантонио IV Боргезе для работы над украшением дворца. Эскиз «Рождения Венеры» хранится в Национальной галерее старинного искусства в Палаццо Барберини.

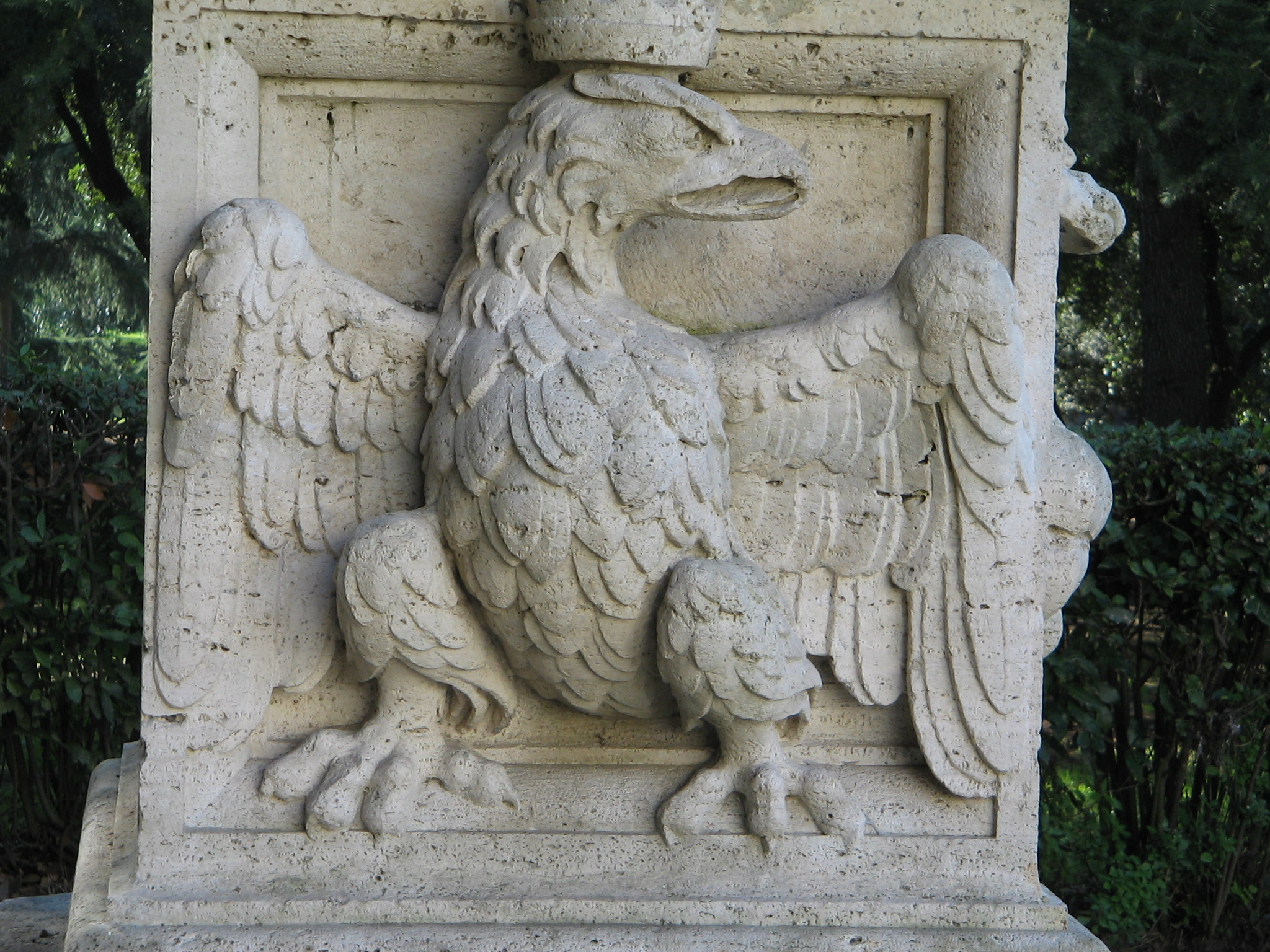
Орёл из герба семьи Боргезе
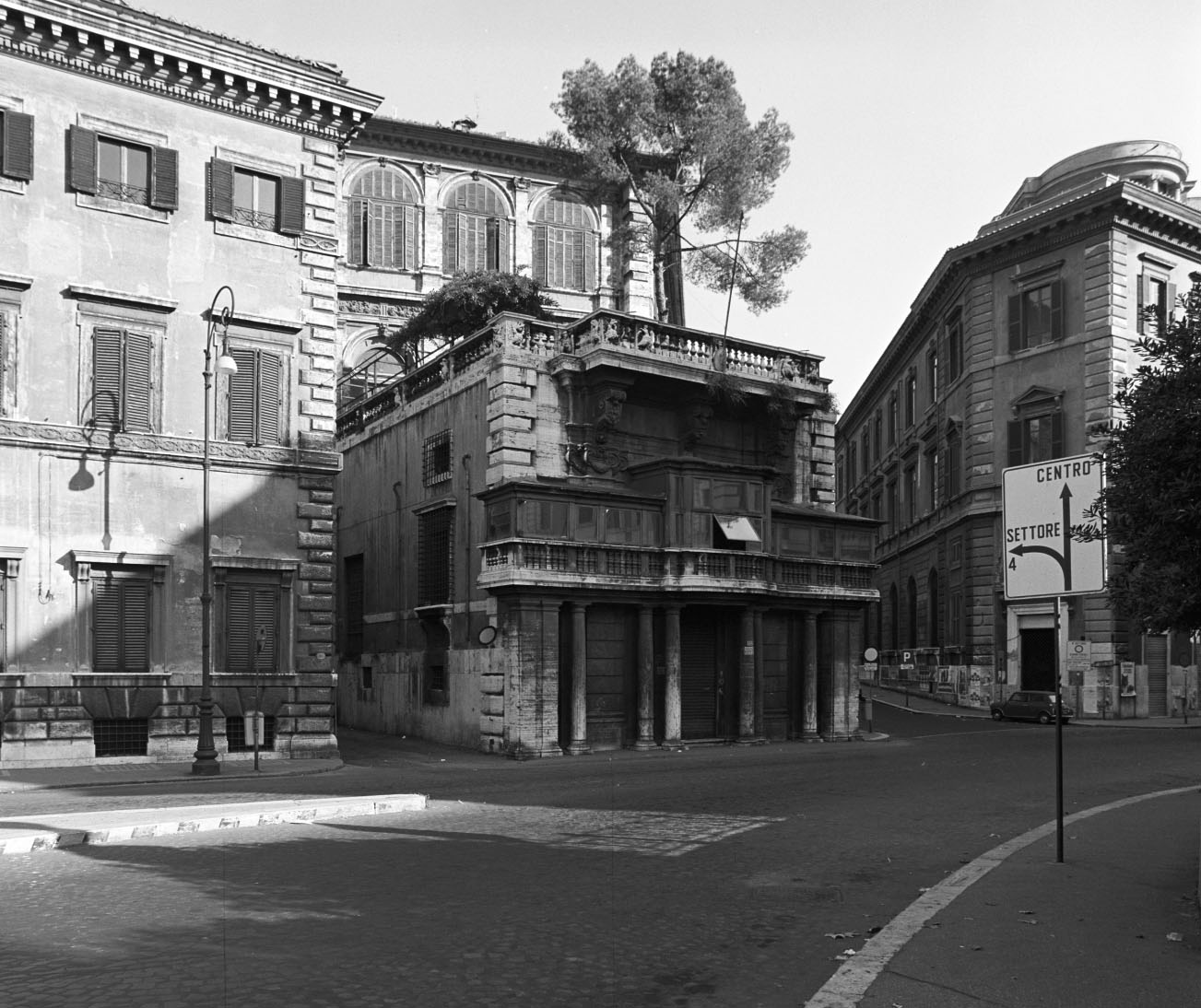
Фасад, выходящий на Виа ди Рипетта
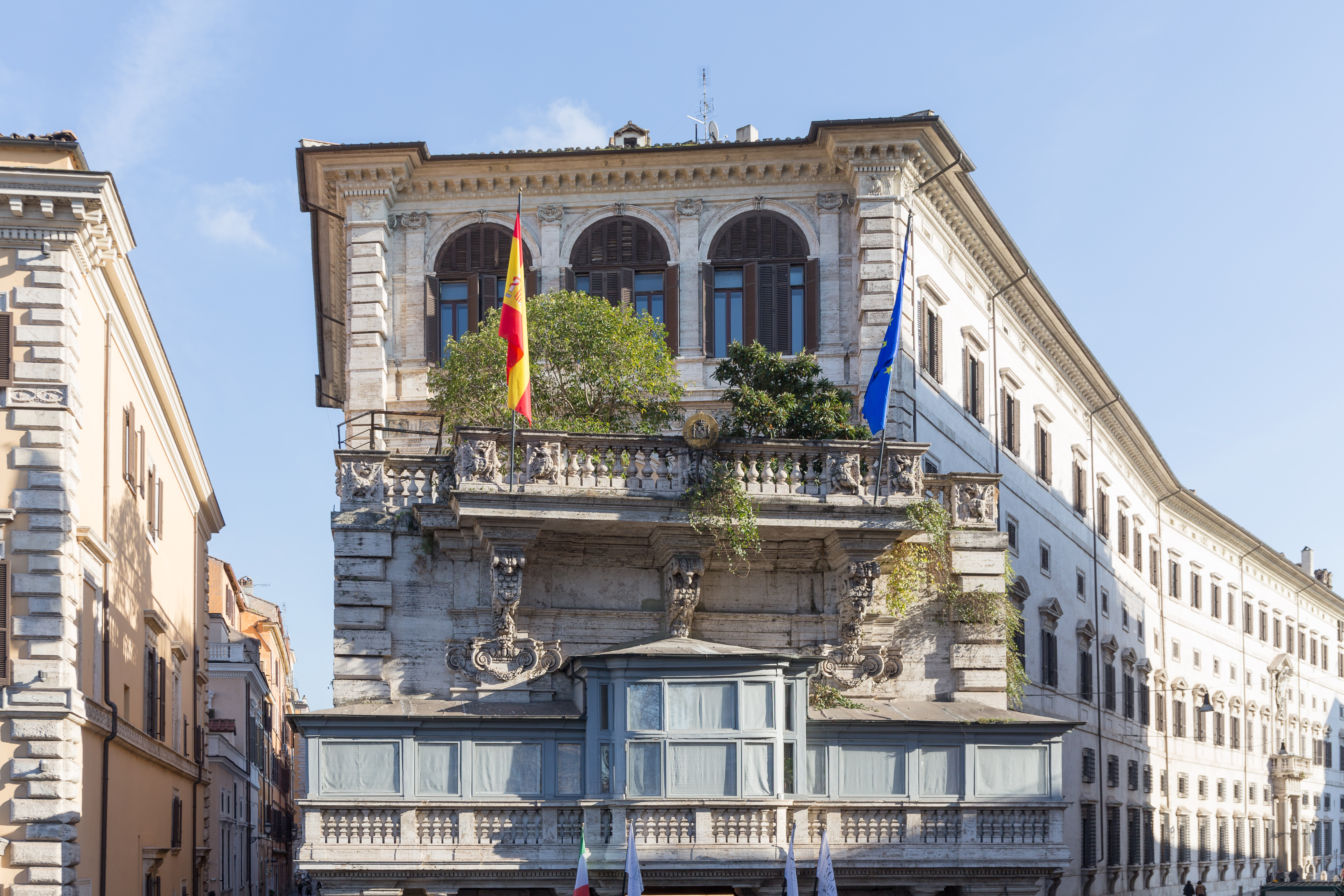
Фасад дворца, выходящий к реке Тибр (чембало)
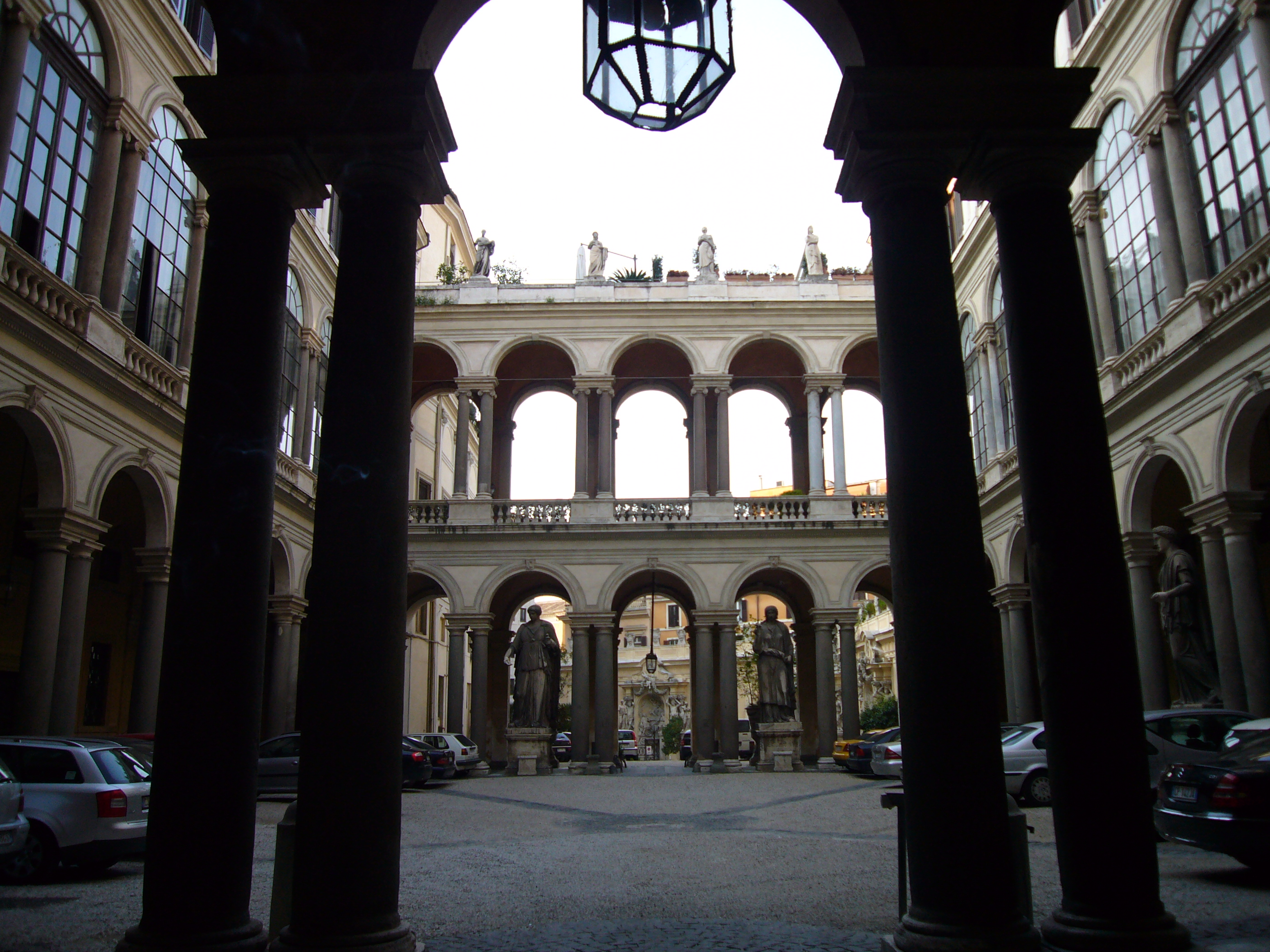
Внутренний двор
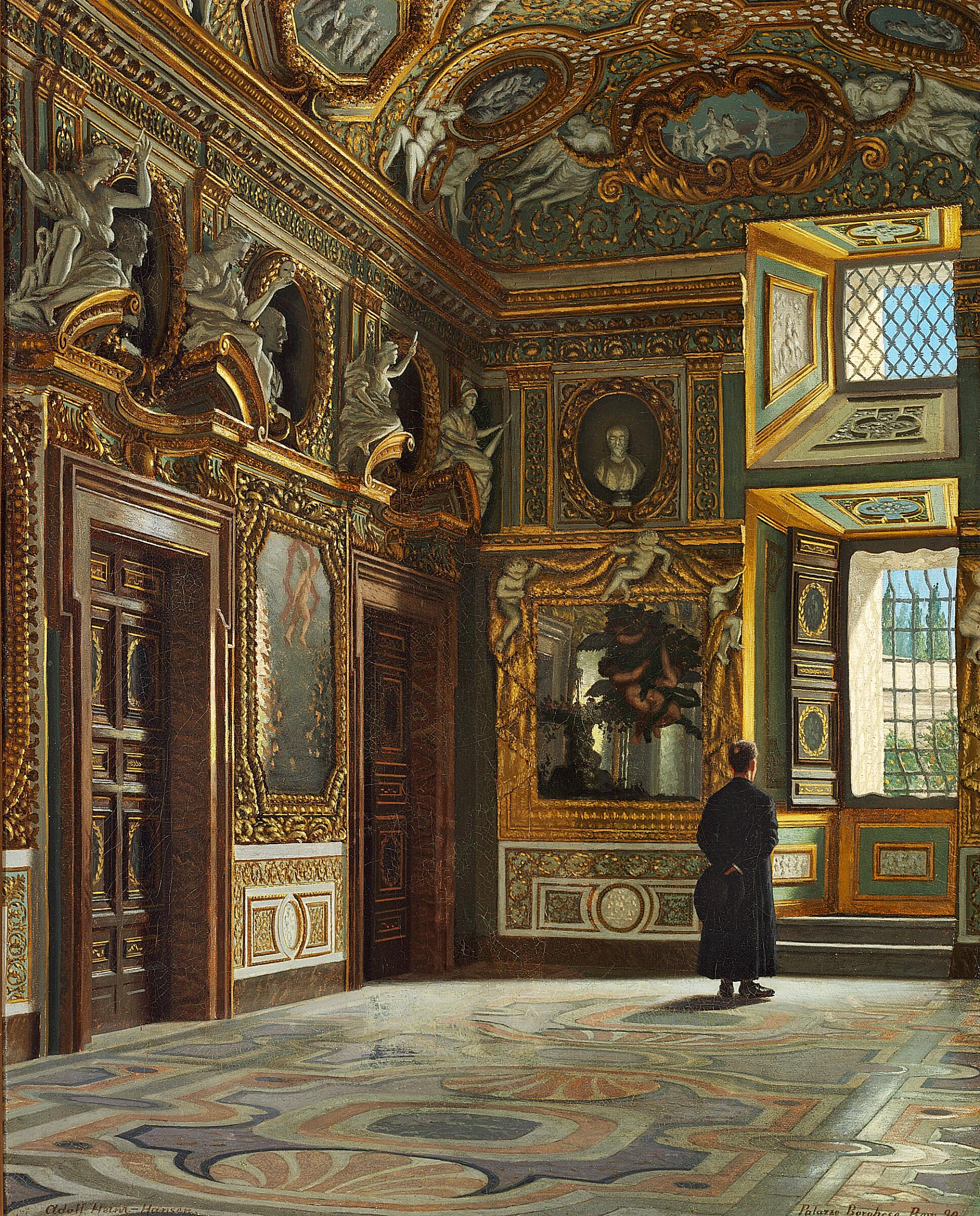
A. Х. Хансен. Палаццо Боргезе. 1890. Холст, масло. Частное собрание
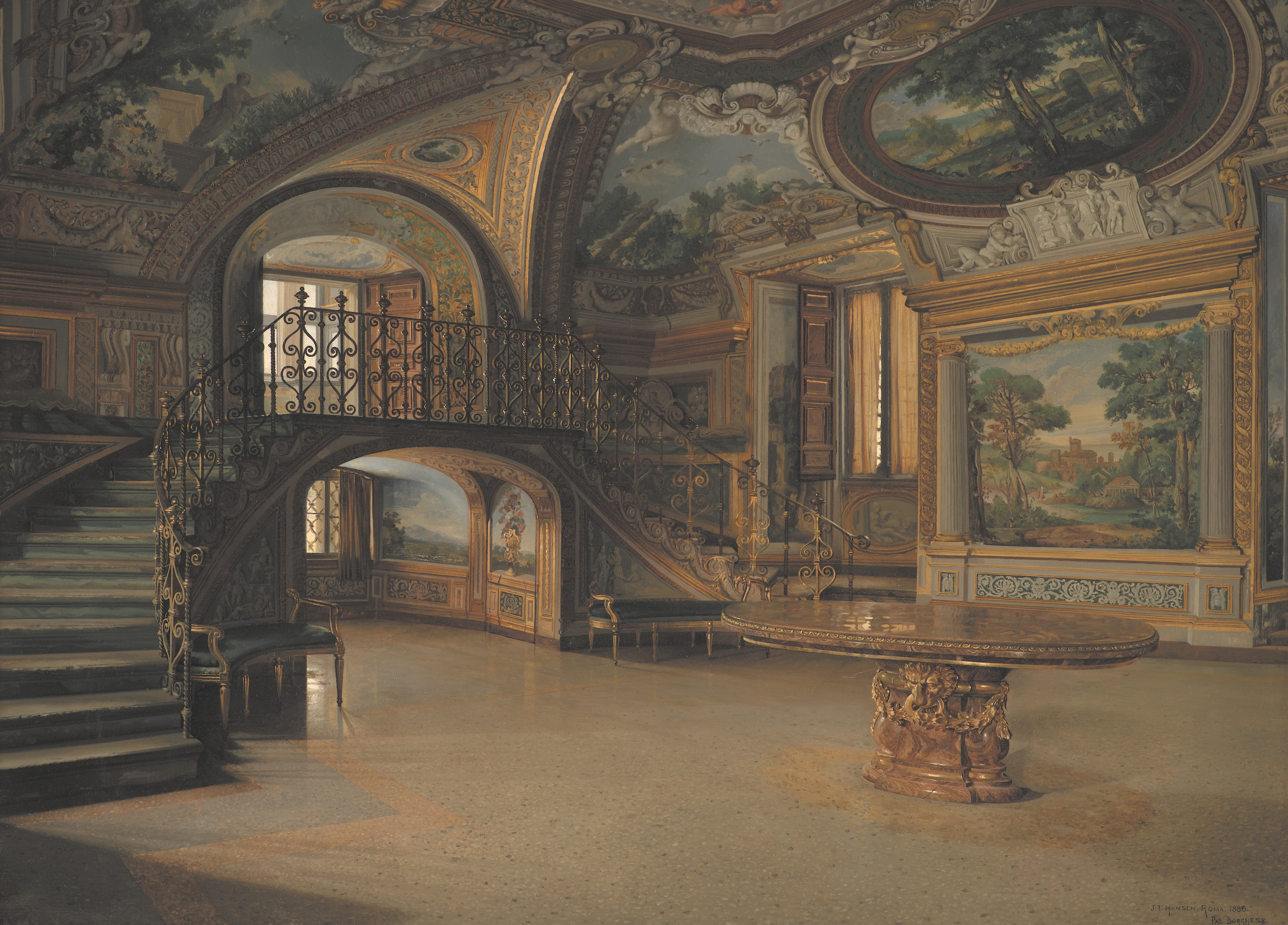
Й. Т. Хансен. Зал в Палаццо Боргезе. 1886. Холст, масло. Государственный музей искусств, Копенгаген